# Bad Schönborn
Bad Schönborn é um município da Alemanha, no distrito de Karlsruhe, na região administrativa de Karlsruhe, estado de Baden-Württemberg.

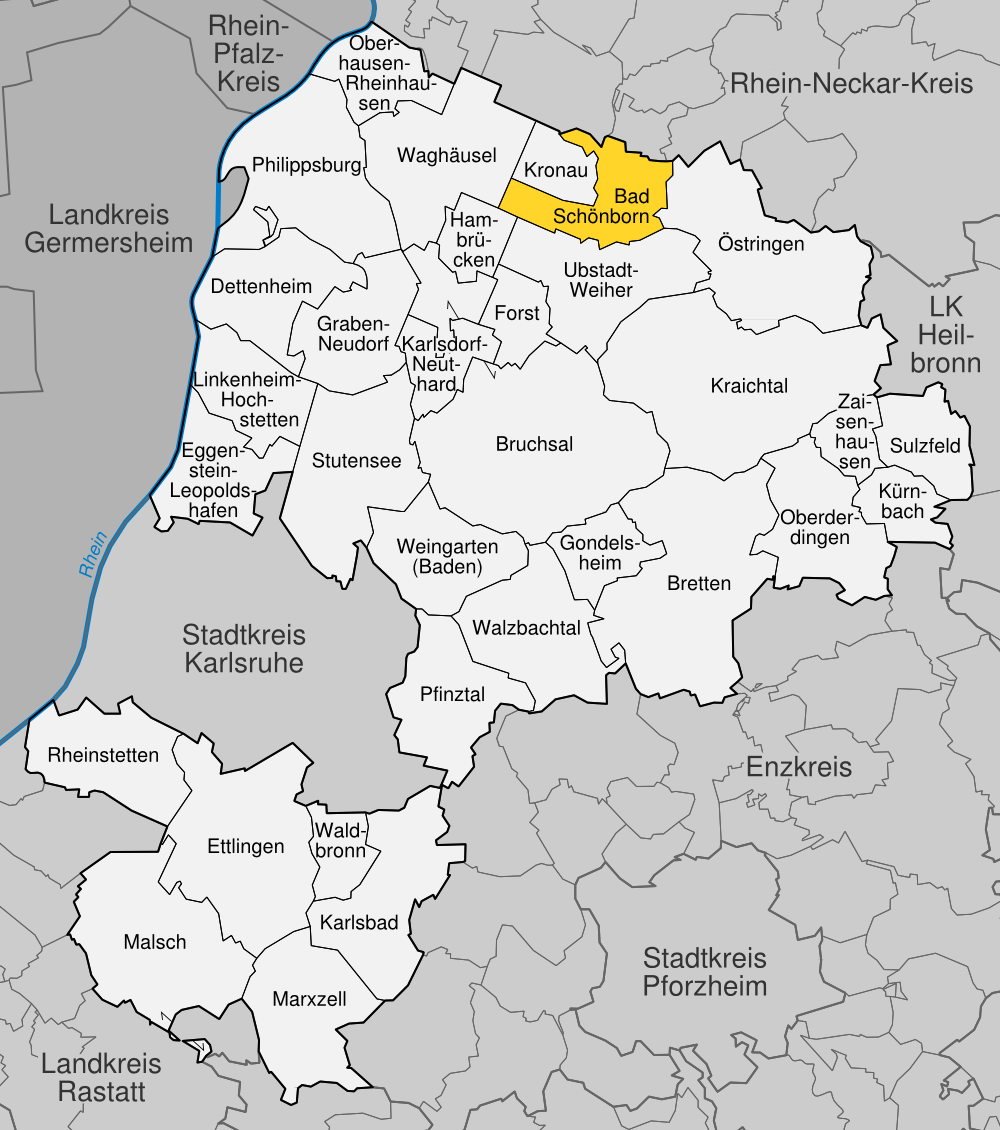
Bad Schönborn no distrito de Karlsruhe